# Jean Lefebvre (atleet)
Joannes Baptista (Jean) Lefebvre (Borgerhout, 18 oktober 1893 - onbekend) was een Belgische atleet, die gespecialiseerd was in het verspringen en het speerwerpen. Hij nam eenmaal deel aan de Olympische Spelen en veroverde op twee nummers in totaal negen Belgische titels.

## Biografie
Lefebvre werd in 1919 voor het eerst Belgisch kampioen speerwerpen. Hij nam in 1920 deel aan de Olympische Spelen van Antwerpen. Hij werd uitgeschakeld in de kwalificaties van het speerwerpen en het verspringen en de series van de 100 m. Het jaar nadien verbeterde hij tijdens de Belgische kampioenschappen het Belgisch record verspringen van Henri De Bruyne tot 6,625 m. Later dat jaar bracht hij het naar 6,87 m.
Tussen 1921 en 1929 behaalde hij zeven Belgische titels in het verspringen, waarvan vijf opeenvolgende.
Lefebvre was aangesloten bij Tubantia Athletic Club. Hij was gehuwd met atlete Jeanne van Kesteren.

## Belgische kampioenschappen
| Onderdeel   | Jaar                                     |
| ----------- | ---------------------------------------- |
| verspringen | 1921, 1922, 1923, 1924, 1925, 1928, 1929 |
| speerwerpen | 1919, 1921                               |

## Persoonlijke records
| Onderdeel   | Prestatie | Datum        | Plaats  |
| ----------- | --------- | ------------ | ------- |
| verspringen | 6,87 m    | 21 juli 1921 | Brussel |
| speerwerpen | 43,515 m  | 3 juli 1921  | Brussel |

## Palmares

### 100 m
- 1920: 5e in series OS in Antwerpen

### verspringen
- 1920: 24e in kwal. OS in Antwerpen - 5,79 m
- 1921:  BK AC - 6,625 m (NR)
- 1922:  BK AC - 6,63 m
- 1923:  BK AC - 6,30 m
- 1924:  BK AC - 6,73 m
- 1925:  BK AC - 6,62 m
- 1928:  BK AC - 6,70 m
- 1929:  BK AC - 6,72 m

### speerwerpen
- 1919:  BK AC - 41,08 m
- 1920: 32e in kwal. OS in Antwerpen - 39,00 m
- 1921:  BK AC - 43,515 m